# Centrale thermique de Zaporijjia
Pour les articles homonymes, voir Zaporijjia (homonymie).
La centrale thermique de Zaporijjia, en ukrainien : Запорізька ТЕС, est une centrale thermique dans l'oblast de Zaporijjia en Ukraine.

## Localisation
Elle se situe à Enerhodar, oblast de Zaporijjia.

## Historique
Elle a ouvert en 1973, elle une des plus puissantes en Ukraine.
Lors de l'invasion de l'Ukraine par la Russie la centrale a été capturée le 4 mars 2022 et a ensuite cessé de fonctionner en absence de livraison de charbon.

## Installations
Elle possède une cheminée de 320 mètres.

## liens internes
- centrale thermique Kyiv TEC 5.